# 京都市立桃山小学校
京都市立桃山小学校（きょうとしりつ ももやましょうがっこう）は、京都府京都市伏見区桃山町本多上野にある公立小学校。

## 沿革
- 1873年（明治6年）12月1日 - 堀内・向島・景勝・三栖・葭島新田・六地蔵・大亀谷の7箇村の組合学校として、御香宮神社内3個寺（金蔵院・正徳院・大善院）の跡地に堀内小学校を開校する。
- 1882年（明治15年）10月 - 堀内村の小学校となる。
- 1903年（明治36年）11月1日 - 校地を、松平筑前に移転する。
- 1922年（大正11年）4月1日 - 桃山尋常高等小学校に改称する。
- 1924年（大正13年）12月4日 - 校地を、本多上野の現在地に移転する。
- 1931年（昭和6年）4月1日 - 堀内村が京都市に編入し、京都市立桃山尋常高等小学校となる。
- 1941年（昭和16年）4月1日 - 京都市桃山国民学校に改称する。
- 1947年（昭和22年） - 京都市立桃山小学校に改称する。

## 交通
- JR奈良線 桃山駅下車、徒歩10分[1]。

## 周辺
- 乃木神社
- 伏見桃山陵
- 京都橘中学校・高等学校

## 通学区域が隣接している学校
- 京都市立桃山南小学校
- 京都市立桃山東小学校
- 京都市立藤城小学校
- 京都市立藤ノ森小学校
- 京都市立伏見住吉小学校
- 京都市立伏見板橋小学校
- 京都市立伏見南浜小学校
- 京都市立向島小学校